# 兴登堡号大巡洋舰
兴登堡号是德意志帝国海军于第一次世界大战爆发前建造的三艘德夫林格级大巡洋舰的末舰，采用略作修改的设计。它同样装备有八门305毫米主炮，但通过改良的炮塔，能够射的更远。该舰也较两艘姊妹舰稍大及更快。其舰名是为纪念陆军元帅保罗·冯·兴登堡，这是在坦能堡战役和马苏里安湖战役中的获胜指挥官，也是德国军队在1916年的最高决策者。兴登堡号是德国海军在第一次世界大战期间建成的最后一艘主力舰。
兴登堡号在战争后期入役，因此服役时间很短。1917－18年，该舰作为第一侦察集群的旗舰参加了一些简要舰队行动，但从未进行大规模出击。在战争的最后几个星期里，随着各主力舰的船员们发生哗变，舰队的最终决战计划也宣告落空。之后，兴登堡号跟随其余德国战列巡洋舰于1918年11月被扣押至斯卡帕湾。为了防止被英国皇家海军强占，海军少将路德维希·冯·罗伊特于1919年6月下令凿沉这些舰只。兴登堡成为最后一批沉没的舰只。它于1930年被打捞上岸，并在接下来的两年中拆解报废。

## 设计

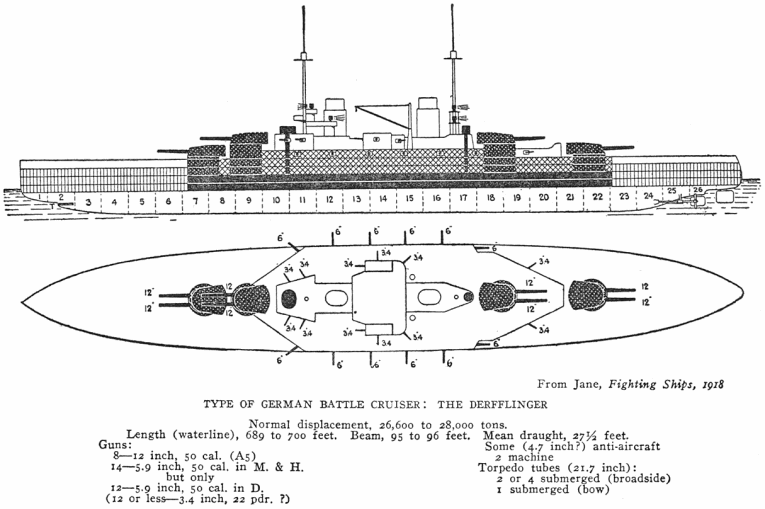
德夫林格级大巡洋舰草图

兴登堡号的全长为212.8（698英尺2英寸），舷宽29（95英尺2英寸），有9.29（30英尺6英寸）的前吃水和9.57（31英尺5英寸）的后吃水。它的设计排水量为26,947公噸（26,521長噸），满载排水量则可达31,500公噸（31,000長噸）。与其两艘姊妹舰一样，兴登堡号的船体采用西门子－马丁低碳钢以纵肋式结构建造，它们被分为十七个水密舱室和一个占龙骨长度比重为65%的双层船底。主桅采用三角桅杆，并配有射击岗、测距机和夜间哨岗。舰只由四台蒸汽轮机提供动力，以驱动四副螺旋桨。蒸汽由18台船用锅炉供应，其中14台为燃煤式，另外4台为燃油式。舰内配备两个舰舵，各由一台主轴发动机提供动力，并配备一个手动备用装置。每个方向的最大舵偏转角为40°。兴登堡号动力装置的额定功率为72,000匹軸馬力（73,000匹公制馬力；54,000千瓦特），最大功率则可达95,777匹軸馬力（97,105匹公制馬力；71,421千瓦特）。虽然比它的姊妹舰们长2.5（8英尺2英寸）、重300公噸（300長噸），但兴登堡号的速度也更快，在海试期间能够以26.6節（49.3每小時）的速度航行，而同级首舰德夫林格号仅可达到25.5節（47.2每小時）。它们的标准船员编制为44名军官和1068至1138名水兵，但在担任分舰队旗舰时，还可额外增加4名军官和62名水兵。
兴登堡号的主舰炮与其两艘姊妹舰相同，为八门分布在四双联装炮塔内的305毫米50倍径速射炮，它们是以背负式布局成对安装在中央舰艛两端。然而，炮塔采用了Drh LC/1913型炮架，这是安装在德夫林格号和吕措号舰上的Drh LC/1912型的改进版本，可令兴登堡号的炮管提升至16°仰角，而非早期型号的13.5°。如此使得安装在Drh LC/1913型炮架内的火炮射程较旧式炮塔多出约2,000（2,200碼）。如同其姊妹舰吕措号一样，兴登堡号的副炮为十四门150毫米45倍径速射炮和四门分布在前烟囱周围的88毫米45倍径高射炮。鱼雷武器由四具600（24英寸）鱼雷发射管组成，并配备16枚H8型鱼雷。

## 服役历史

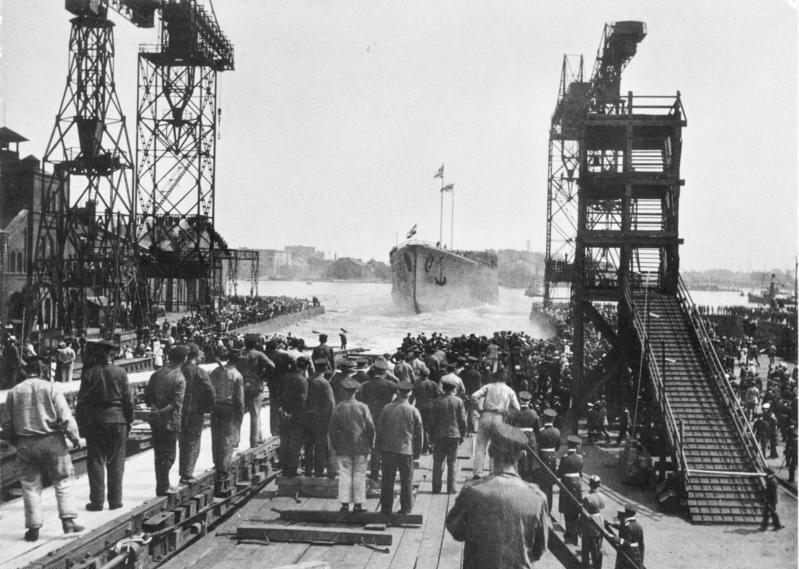
兴登堡号的下水仪式

作为德夫林格级大巡洋舰的3号舰及末舰，兴登堡号是由威廉港的帝国船厂承建。它是为替代老旧的防护巡洋舰赫塔号而以“赫塔代舰（Ersatz Hertha）”为代号订购，并于1913年6月39日开始架设龙骨。舰只于1915年8月1日下水，但当时并未举行隆重的下水仪式，仅在舰艏两侧分别装饰了一个花环。由于战争时期的建设重点发生变化，它直至1917年5月10日才完工，那时已来不及在第一次世界大战中参与任何大规模行动。当时，英国海军情报部门认为，该舰的入役时间如此之晚，是因为它在1916年6月的日德兰海战结束后被部分拆除，以用作对德夫林格号的维修。实际上，施工进展缓慢的原因是由于劳工短缺。
兴登堡号是德意志帝国海军最后完工的一艘战列巡洋舰，因此服役生涯非常短暂。它于1917年10月20日全面投入使用，但这已为时过晚，无法在第一次世界大战中参与任何重大行动。11月17日，兴登堡号、毛奇号，连同第二侦察集群的小巡洋舰，在德国海岸附近为德国扫雷艇提供远程支援，后者当时正遭到英国军舰的袭击。英国袭击者包括新式战列巡洋舰反击号、勇敢号和光荣号。然而，这次突袭很短暂；当兴登堡号和毛奇号抵达现场时，英国舰只已经中断攻击并撤退了。11月23日，兴登堡号接替塞德利茨号担任第一侦察集群的新旗舰，并由时任集群司令的海军中将弗朗茨·冯·希佩尔登舰升旗。

### 1918年4月23日推进
1917年末，公海舰队的轻型部队开始在英国至挪威间的北海海域展开反护航袭击。10月17日，布雷巡洋舰丽蝇号和牛虻号拦截了其中一支护航船队，击沉了十二艘货船中的九艘以及两艘护航驱逐舰——强弓号和玛丽玫瑰号，然后转回德国。12月12日，四艘德国驱逐舰又伏击了另一支由五艘货船和两艘驱逐舰组成的英国护航船队；仅余其中一艘英国驱逐舰幸存。这两次袭击促使英国大舰队总司令、海军上将戴维·贝蒂分离了几艘战列舰和战列巡洋舰来保护船队。这给了德国海军于整个战争期间都在等待的机会：将数量占优的大舰队一部分引诱出来，从而进行孤立并消灭。希佩尔策划了这次行动：第一侦察集群的战列巡洋舰，在小巡洋舰和驱逐舰的陪同下，将攻击其中一个大型护航船队，而公海舰队余部则随时待命，准备攻击英国的无畏舰部队。
1918年4月23日05:00，德国舰队以兴登堡号为首，离开希利希锚区。希佩尔下令无线电通讯量被控制在最低限度，以防被英国情报部门截获。在06:10，当德国战列巡洋舰来到距卑尔根西南约60（32海里）处时，毛奇号遭遇右舷螺旋桨脱落。在没有水阻力的情况下，无螺旋桨的轴开始越来越快地旋转，直至一个发动机齿轮散架。破碎机械的弹片损坏了几台锅炉并在船体上撕开了一个孔洞；导致舰只在水中停滞。其船员进行了临时维修，使得舰只能以4節（7.4每小時）的速度行驶。然而，它最终决定由战列舰奥尔登堡号实施拖曳回港。尽管遭遇挫折，希佩尔还是继续向北。至14:00，希佩尔的部队已多次越过护航路线，但一无所获。14:10，希佩尔将其舰群转向南行。至18:37，德国舰队返抵基地周边的防御雷区。它们后来发现，护航船队的离港时间比德国计划人员预期的晚了一天。

### 后续规划行动

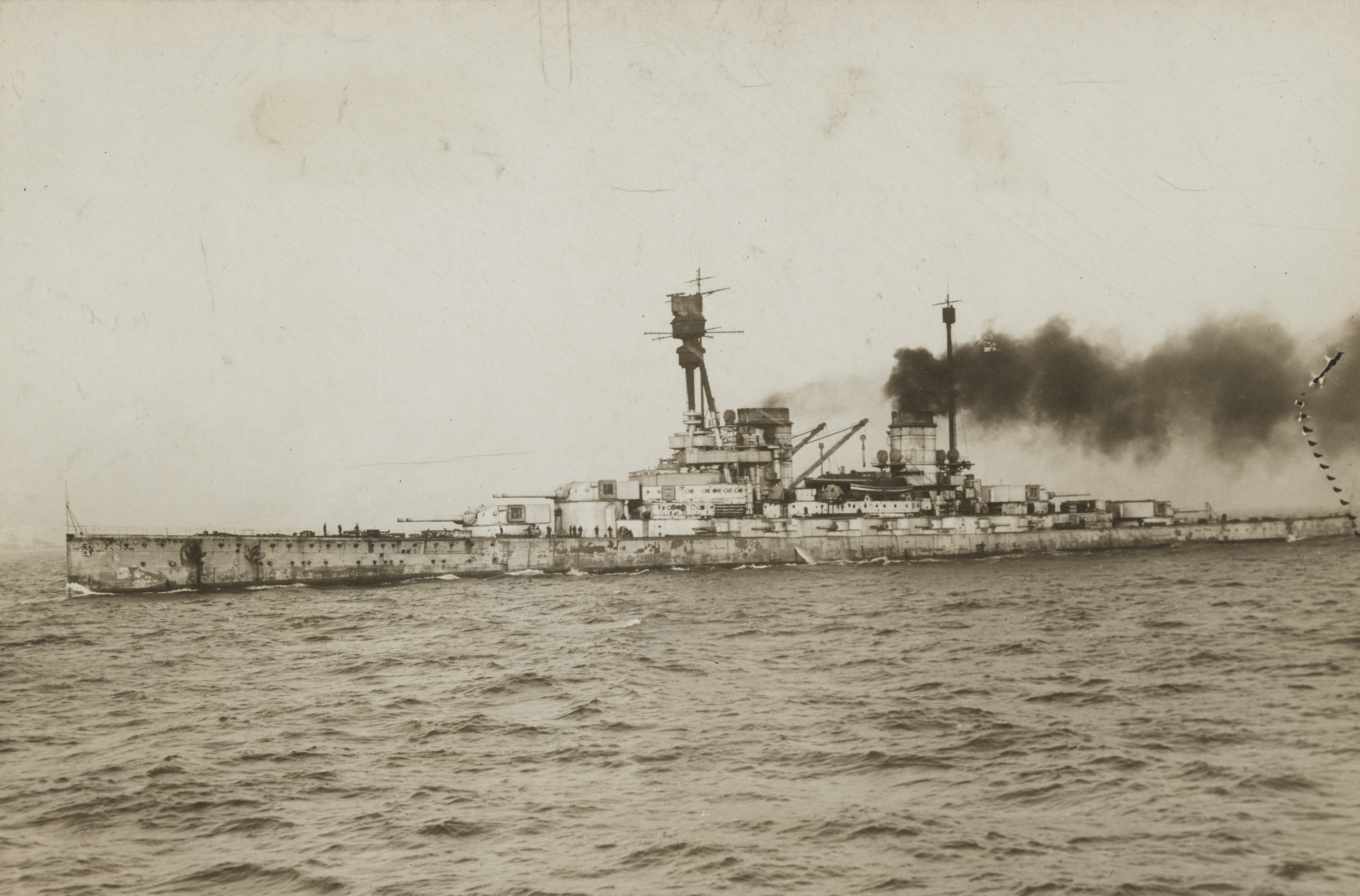
驶向斯卡帕湾的兴登堡号

1918年8月11日，希佩尔获晋升为海军上将，并被授予整个公海舰队的指挥权。海军少将路德维希·冯·罗伊特则接替希佩尔担任第一侦察集群司令，于翌日在兴登堡号舰上升起自己的旗帜。
兴登堡号本应在第一次世界大战结束前不久参加最终舰队行动。公海舰队的大部将从它们的威廉港基地出发与英国大舰队进行决战；时任海軍戰爭指揮部总参谋长的赖因哈德·舍尔，意图不惜一切代价重创英国海军，以便为德国争取更好的谈判地位。该计划涉及两组小巡洋舰和驱逐舰分头同时发起袭击，其中一组前往法兰德斯，另一组的目标为泰晤士河口；而兴登堡号和其余四艘战列巡洋舰将支援对泰晤士河口的进攻。两组攻击完成后，舰队将在荷兰海岸会师，并在那里与大舰队交战。然而，许多厌战的水兵认为此次行动会破坏和平进程并延长战争。当公海舰队在威廉港集结时，水兵们开始大规模出逃。在德夫林格号和冯·德·坦恩号行经分隔威廉港内港和锚区的水闸期间，两艘舰共有大约300名船员翻过舷侧并消失在岸上。
1918年10月29日上午，将于次日从威廉港启航的命令正式下达，兴登堡号已准备好在行动中作为旗舰出航。然而从10月29日夜晚开始，几艘战列舰的船员相继发动哗变；来自第三战列分舰队的三艘舰拒绝起锚，并在图林根号和黑尔戈兰号舰上展开了破坏行动。面对公开的叛乱，起航的命令被迫撤销，计划中的行动亦随之放弃。为了镇压叛变，公海舰队的各分舰队均遭解散。罗伊特随后将他的司令旗转移至毛奇号舰上。

### 结局

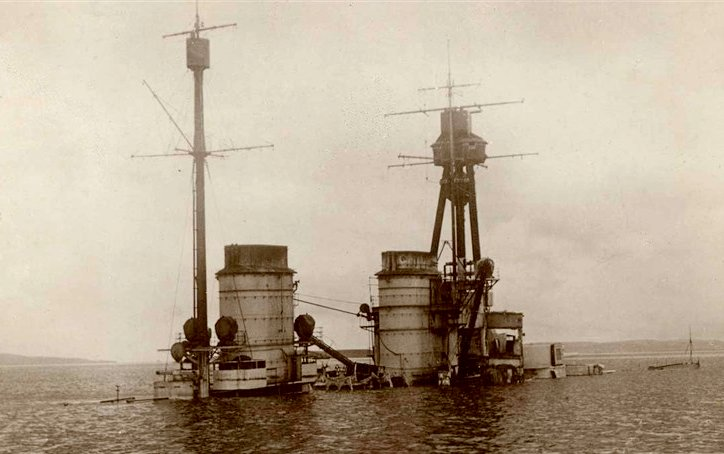
兴登堡于凿舰后

根据结束第一次世界大战的《康边停战协定》条款，德国舰队的大部将在罗伊特的指挥下被扣押至英国斯卡帕湾；当中包括兴登堡号和其余战列巡洋舰。1918年11月21日，被扣押的舰只——14艘主力舰、7艘小巡洋舰和50艘最具现代化的鱼雷艇，最后一次驶离德国海域。在启程之前，时任海军内阁国务大臣的海军上将阿道夫·冯·特罗塔向罗伊特明确表示，他不能允许协约国在任何情况下强占这些舰只。舰队先与英国轻巡洋舰加的夫号会合，再由后者引领至协约国舰队，以护送德国人前往斯卡帕湾。这支大规模的联队是由由370艘英国、美国和法国军舰所共同组成。
在落实《凡尔赛条约》的谈判过程中，舰队仍然维持扣押状态。罗伊特通过《泰晤士报》的一份副本得知，停战协定将于1919年6月21日失效，这是德国签署和平条约的最后期限。罗伊特得出的结论是，英国人有意在停战期满后强占德国军舰。为了防止这种情况，他决定伺机凿沉己方舰只。6月21日上午，英国舰队离开斯卡帕湾进行训练演习；罗伊特于11:20向全体德国军舰下达了自沉命令。兴登堡号是最后一艘沉没的舰只，时间为17:00。其舰长特意安排舰身平稳下沉，以便他的船员更容易逃脱。经过数次不成功的尝试之后，兴登堡号最终于1930年7月23日被打捞上岸，并于1930年至1932年间在罗塞斯拆解报废。其舰鐘则于1959年5月28日交还德国联邦海军。